# George Wiley
George Elsworth Wiley (* 1. Mai 1885 in Little Falls; † 3. März 1954 in New York City) war ein US-amerikanischer Radrennfahrer.

## Sportliche Laufbahn
George Wiley wurde mit 14 Jahren Telegrafenbote für die Western Union Telegraphen-Company und benutzte für seine Arbeit das Fahrrad. Nach mehreren Erfolgen bei lokalen Radrennen startete er 1904 bei den Olympischen Spielen 1904 in St. Louis und errang die Silbermedaille über 5 Meilen und die bronzene über 25 Meilen auf der Bahn. Bei diesen olympischen Radsport-Wettbewerben waren allerdings nur US-amerikanische Sportler am Start.
1907 wurde Wiley, der als zierlich beschrieben wird, Berufsfahrer (bis 1925). Ab 1909 startete Wiley bei Sechstagerennen, so auch beim 4. Berliner Sechstagerennen im Februar 1912, wo er allerdings nach einem Sturz aufgeben musste; in Dresden wurde er im gleichen Jahr Zweiter und in Paris 1913 Dritter. Sein größter Erfolg war der Gewinn der Steher-Weltmeisterschaften 1912, fünfmal war er US-amerikanischer Meister in dieser Disziplin.
Nach Beendigung seiner Radsportlaufbahn im Jahre 1925 wurde George Wiley Trainer des Baseball-Teams Utica Braves.